# 野口幽谷

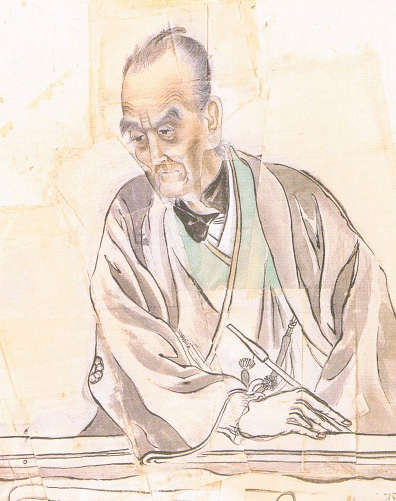
野口幽谷之像画稿　椿二山筆　田原市博物館

野口 幽谷（のぐち ゆうこく、文政8年（1825年） - 明治31年（1898年）6月26日）は幕末から明治期の南画家。
名は續、通称を巳之助。幽谷、和楽堂と号した。江戸飯田町の生まれ。

## 略歴

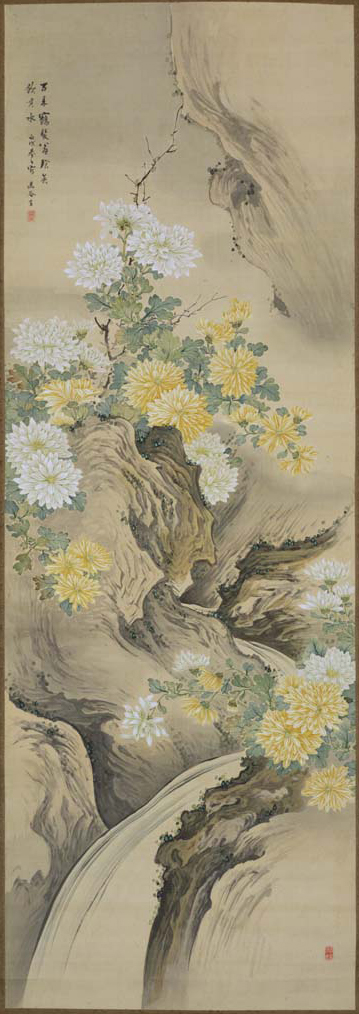
菊花激潭　野口幽谷筆 明治19年　東京国立博物館

大工の棟梁常陸屋源四郎の次男として江戸飯田町中坂に生まれる。しかし、幼年時に患った天然痘からくる虚弱体質のため大工を継げなかった。15歳で父を失ったのがきっかけで、神田小柳町に住む宮大工の鉄砲弥八に図面製作を学ぶ。弥八から技能を磨くためにまず絵画を学ぶようにいわれ、知人の紹介で椿椿山の画塾琢華堂に入門。また、漢学を大黒梅陰に学ぶ。生活は苦しく母の生活を支えるため日中は製図を描いて働き、夜になって書と画を学んだ。あるとき師椿山から「画は何のために描くのか？」と問われ、「気ままに自分の心を画き、気ままに生活したい」と答えたところ、幽谷に咲く恵蘭のような心と評されて幽谷の画号を贈られたという。5年後の1854年（嘉永7年）、師椿山が没すると、寺子屋を開き子供たちを教えながら渡辺崋山に私淑して画を独学。明・清の画家の画法を修めて花鳥画・山水画に秀で、特に菊の絵が多い。
1872年（明治5年）の欧州の博覧会をはじめ内国勧業博覧会・絵画共進会などに出品し、画才を認められる。宮中で障壁画制作を任され、各会の審査委員を歴任。1893年（明治26年）9月25日には帝室技芸員に任命される。明治31年6月26日没。墓所は台東区の安楽寺。

## 人物
1855年（安政2年）の安政の大地震で自分の家が半壊したにもかかわらず、師椿山の家の被害がひどく位牌が水に浸かってしまったことを聞くに及んで、自分の家の修復を後回しにして、師の家の修復を大工出身の幽谷自ら行なったというエピソードが伝わっている。また明治を迎えても生涯、丁髷で通したことでも知られる。大家になった後も落款や印章に「幽谷生写」と修学中を意味する「生」の字を使い続け、画商に「生」の字があると絵の値段が落ちるからやめるように言われると、「自分は未だ崋山先生や椿山先生を超える絵を描けていない。両先生以上の絵を描けるまで「生」の字をつけるのをやめる気はない」と答えたという。安政の初年頃、横山氏の娘と結婚し嗣子をもうけた。この息子は長じて野口松山と号して優れた作品を残しているがなぜか記録や資料が伝わっていない。
門弟に、松林桂月・椿二山・益頭峻南・的馬白峰などがいる。

## 作品
| 作品名                                       | 技法         | 形状・員数 | 寸法（縦x横cm）  | 所有者         | 年代                 | 落款・印章 | 備考 |
| -------------------------------------------- | ------------ | ---------- | ---------------- | -------------- | -------------------- | ---------- | --- |
| 桃李山猿図                                   | 紙本著色     | 1幅        |                  | 田原市博物館   | 明治11年（1878年）   |            | |
| 水仙図額                                     | 絹本著色     | 1面        | 48.5x73.0        | 三の丸尚蔵館   | 明治17年（1884年）   |            | 宮内庁より延遼館の室内装飾画として日本画家へ依頼された全20面の花鳥画のうちの1点。                              |
| 菊花図                                       |              |            | 200.6x75.4       | 東京国立博物館 |                      |            | |
| 菊花激潭                                     |              |            | 145.3x51.0       | 東京国立博物館 | 明治19年（1886年）   |            | |
| 躑躅図・孔雀に牡丹図・菊花に鶏図・猿に激潭図 | 桐板地著色   |            |                  | 宮内庁         | 明治21年（1888年）   |            | 明治宮殿杉戸絵                                                                                                 |
| 智仁勇図                                     | 絹本著色     | 3幅対      | 176.0x57.1（各） | 三の丸尚蔵館   | 明治22年（1889年）頃 |            | 明治天皇が立太子の礼祝いとして大正天皇へ贈った作品。儒教の徳目である智仁勇を、それぞれ熊・鷹・鯉に託して描く。 |
| 溪上水仙花図                                 | 絹本著色     | 1幅        |                  | 田原市博物館   | 明治26年（1893年）   |            | 日本美術協会展で二等賞（銀牌）                                                                                 |
| 菊鶏図屏風                                   | 絹本著色     | 六曲一双   |                  | 静嘉堂文庫     | 明治28年（1895年）   |            | 第四回内国勧業博覧会で妙技二等賞                                                                               |
| 竹林群雀図                                   | 紙本墨画淡彩 | 3幅        |                  | 田原市博物館   | 明治31年（1898年）   |            | |